# Fontäne (Jonglieren)

4-Ball-Fontäne, Siteswap (4)

4-Ball-Fontäne, Siteswap (4,4)

Die Fontäne, auch Brunnen oder engl. Fountain genannt, ist ein Grundmuster für das Jonglieren einer geraden Anzahl von Gegenständen (z. B. Bällen, Keulen oder Ringen). Dabei wird in jeder Hand einzeln die Hälfte der Gegenstände jongliert. Sie wechseln dabei die Hände nicht. Zum Beispiel jongliert in einer 4-Ball-Fontäne jede Hand unabhängig zwei Gegenstände.
Man unterscheidet synchrone und asynchrone Fontänen. In einer synchronen Fontäne werfen beide Hände zur gleichen Zeit, während sich bei einer asynchronen Fontäne die Hände mit dem Werfen abwechseln. Die Notation (Siteswap) für die asynchrone Fontänen ist (4), für die synchrone Fontänen (4,4).
Für eine gerade Anzahl an Gegenständen wird die Fontäne benutzt, weil andere Muster mit wechselnden Händen (wie z. B. die Kaskade) für gerade Anzahlen nicht gut funktionieren. Eine richtige Kaskade ist mit einer geraden Anzahl an Objekten nicht möglich.
Es gibt aber verschiedene Muster, wie z. B. Shower, die mit geraden Anzahlen jongliert werden können.
Anthony Gatto hielt 2006 eine 8-Ball-Fontäne für eine Minute und 13 Sekunden.